# Moise Joseph
Moise Joseph (Miami, 27 december 1981) is een Haïtiaanse atleet, die is gespecialiseerd in de middellange afstand. Hij nam tweemaal deel aan de Olympische Spelen, maar veroverde geen medailles.

## Loopbaan
Joseph ging naar de Miami Central High School. Daarna studeerde hij aan de Universiteit van Florida in Gainesville. Voor deze universiteit komt hij uit voor het atletiekteam.
Hij vertegenwoordigde zijn land tweemaal op de Olympische Spelen, beide keren op de 800 m: in 2004 in Athene en in 2012 in Londen. Bij beide gelegenheden kwam hij niet verder dan de series.

## Persoonlijke records
Outdoor
| Onderdeel | Prestatie | Datum        | Plaats      |
| --------- | --------- | ------------ | ----------- |
| 800 m     | 1.45,74   | 31 mei 2002  | Baton Rouge |
| 1000 m    | 2.19,06   | 11 juni 2005 | New York    |
| 1500 m    | 3.45,54   | 12 mei 2002  | Starkville  |

Indoor
| Onderdeel | Prestatie | Datum           | Plaats    |
| --------- | --------- | --------------- | --------- |
| 600 m     | 1.17,87   | 5 februari 2011 | Boston    |
| 800 m     | 1.47,56   | 29 januari 2006 | Karlsruhe |
| 1500 m    | 3.45,93   | 22 januari 2011 | New York  |

## Palmares

### 800 m
- 2004: 6e in series OS - 1.48,15
- 2004:  Centraal-Amerikaanse en Caribische kamp. - 1.49,60
- 2005: 7e in series WK - 1.48,29
- 2006: 4e in series WK indoor - 1.48,33
- 2007:  NACAC-kamp. - 1.50,25
- 2007: series Pan-Amerikaanse Spelen - 1.48,35
- 2008: 3e in series WK indoor - 1.49,70
- 2009: 5e in ½ fin. WK - 1.45,87
- 2010: 3e in series WK indoor - 1.50,43
- 2010:  Centraal-Amerikaanse en Caribische Spelen - 1.47,79
- 2011:  Centraal-Amerikaanse en Caribische kamp. - 1.48,94
- 2011: 6e in series WK - 1.48,17
- 2012: 6e in series OS - 1.48,46